# Copenhagen Cup 1980
Der Copenhagen Cup 1980 im Badminton fand vom 5. bis zum 8. Januar 1980 in Kopenhagen statt.

## Sieger und Platzierte
| Disziplin    | Gold                           | Silber                        | Bronze                                |
| ------------ | ------------------------------ | ----------------------------- | ------------------------------------- |
| Herreneinzel | Morten Frost                   | Prakash Padukone              | Svend Pri                             |
| Herreneinzel | Morten Frost                   | Prakash Padukone              | Flemming Delfs                        |
| Dameneinzel  | Lene Køppen                    | Gillian Gilks                 | Anette Börjesson                      |
| Dameneinzel  | Lene Køppen                    | Gillian Gilks                 | Joke van Beusekom                     |
| Herrendoppel | Flemming Delfs Steen Skovgaard | Morten Frost Steen Fladberg   | Kenneth Larsen Mogens Neergaard       |
| Herrendoppel | Flemming Delfs Steen Skovgaard | Morten Frost Steen Fladberg   | Thomas Kihlström Bengt Fröman         |
| Damendoppel  | Gillian Gilks Nora Perry       | Lene Køppen Joke van Beusekom | Karen Bridge Anette Börjesson         |
| Damendoppel  | Gillian Gilks Nora Perry       | Lene Køppen Joke van Beusekom | Kirsten Meier Susanne Mølgaard Hansen |

## Finalresultate
| Disziplin    | Sieger                         | Finalist                      | Ergebnis          |
| ------------ | ------------------------------ | ----------------------------- | ----------------- |
| Herreneinzel | Morten Frost                   | Prakash Padukone              | 15–8, 10–15, 15–9 |
| Dameneinzel  | Lene Køppen                    | Gillian Gilks                 | 12–9, 11–2        |
| Herrendoppel | Flemming Delfs Steen Skovgaard | Morten Frost Steen Fladberg   | 15-8, 15-6        |
| Damendoppel  | Gillian Gilks Nora Perry       | Lene Køppen Joke van Beusekom | 10-15, 15-2, 15-0 |